# Národní unie pro demokracii a pokrok (Kamerun)
Národní unie pro demokracii a pokrok (anglicky National Union for Democracy and Progress, francouzsky Union Nationale pour la Démocratie et le Progrès, UNDP) je politická strana v Kamerunu založená roku 1991. Hlavní podporu má na severu Kamerunu. Vznikla jako opoziční strana a v parlamentních volbách v roce 1992 se stala druhou nejúspěšnější stranou.

## Historie
Dne 25. května 1990 bývalý premiér Bello Bouba Maigari, žijící v té době v exilu, oznámil vznik nové strany nazvané Národní unie pro demokracii a pokrok. Strana byla v Kamerunu oficiálně založena na shromáždění dne 9. února 1991 v Douale. Žádost o její legalizaci byla podána 18. února 1991. Žádost byla schválena 25. března 1991. Bello Bouba Maigari se vrátil do Kamerunu 17. srpna 1991. První řádný sjezd UNDP, na kterém bylo zvoleno vedení strany, se konal ve dnech 4. až 5. ledna 1992 v Garoua. Na sjezdu byl za předsedu strany zvolen Bello Bouba Maigari a sesadil tak předchozího vůdce strany Samuela Ebouu. Eboua následně opustil UNDP a založil vlastní Hnutí za demokracii a pokrok (MDP). Strana se považuje za reprezentanta odkazu Ahmadoua Ahidja, který zastával funkci prezidenta Kamerunu v letech 1960 až 1982.
Přestože UNDP původně souhlasila s bojkotem parlamentních voleb v roce 1992, nakonec se jich zúčastnila. Volby byly bojkotovány Sociálně demokratickou frontou (SDF) a Kamerunskou demokratickou unií (CDU). Ve volbách, které se konaly 1. března 1992 předložila UNDP kompletní kandidátku ve 45 ze 49 volebních obvodů. Ve volbách strana získala 68 ze 180 křesel v Národním shromáždění. Nejsilnější podporu měla strana na severu země, kde získala všech dvanáct křesel v Severním regionu a všech deset křesel v Regionu Adamawa. Dobře si vedla i v Jihozápadním regionu a v Západním regionu. Svým úspěchem ve volbách se stala druhou nejsilnější stranou v Národním shromáždění. Byla také jedinou opoziční stranou poté, co se Hnutí za obranu republiky (MDR) i Svaz lidu Kamerunu (UPC) spojily s vítěznou RDPC. K vládní koalici se přidali i dva poslanci UNDP.
Během prezidentských voleb konaných 12. října 1992 skončil Bello Bouba Maigari třetí se ziskem 19,2 % hlasů. Lépe si vedl vítěz voleb Paul Biya kandidující za RDPC a John Fru Ndi z SDF. Bello Bouba Maigari zpochybnil výsledky voleb a považoval za jejich vítěze Johan Fru Ndiho. Ostře vystoupil i proti jmenování dvou členů UNDP, Hamadoua Moustapha a Issy Tchiromy do vlády prezidenta Biyy. Stalo se tomu tak v listopadu 1992. Přesto strana jejich jmenování přijala a politici z ní nebyli vyloučeni. Ovšem poté, co znovu přijali místa ve vládě v červenci 1994, předseda UNDP trval na jejich vyloučení. Oba s jeho názorem nesouhlasili, ale v lednu 1995 byli oba ze strany vyloučeni ústředním výborem strany.
Druhý řádný sjezd strany se konal 3. až 5. ledna 1997 v Ngaoundéré. V parlamentních volbách v roce 1997 získala UNDP 13 křesel. To znamenalo ztrátu 55 mandátů oproti předchozím parlamentním volbám. Z důvodu neexistence nezávislé volební komise bojkotovala UNDP spolu s dalšími opozičními stranami prezidentské volby konané v říjnu 1997. Navzdory tomu přijal Bello Bouba Maigari jmenování do vlády znovuzvoleného úřadujícího prezidenta.
V parlamentních volbách v roce 2002 získala UNDP jediný mandát. Toto křeslo obsadil Amadou Mohaman ve volebním obvodu Mayo-Oula v Severním regionu. Bello Bouba Maigari odsoudil tyto volby jako „frašku“ a tvrdil, že k vítězství RDPC ve volbách byla použita nízká registrace voličů. Někteří členové strany však přisuzovali neúspěch ve volbách jeho spolupráci s RDPC a jeho působení ve vládě. Někteří členové strany po něm požadovali, aby opustil vládu a aby se UNDP připojila k širší opozici. On se však rozhodl ve vládě zůstat.
Bez jeho souhlasu se setkal místopředseda UNDP Célestin Bedzigui s místopředsedou SDF Maïdadim Saïdouem, aby prodiskutovali možnosti jak dosáhnout demokratických změn v Kamerunu. Bedzigui se také postavil proti vládní platformě RDPC-UNDP. Bello Bouba Maigari ho obvinil z jednání v rozporu s názorem strany a 4. srpna 2004 mu oznámil, že byl ze strany vyloučen. Célestin Bedzigui naopak 8. srpna 2004 oznámil, že ze strany byl vyloučen Bello Bouba Maigari.
UNDP podpořila v prezidentských volbách v roce 2004 úřadujícího prezidenta. Bello Bouba Maigari uvedl, že politické strany jsou sice vytvořeny, aby získaly moc, není podle něj ovšem nutné, aby se účastnily každých voleb a strana dle jeho slov podpořila ve volbách úřadujícího prezidenta, aby pokračoval mír a hospodářský růst v zemi.
Během parlamentních voleb v roce 2007 získala strana čtyři křesla v Národním shromáždění. Další dvě křesla získala během dodatečných voleb v pěti okrscích, kde byly původní volební výsledky zrušeny Nejvyšším soudem Kamerunu. Na stranickém sjezdu konaném 20. až 21. ledna 2007 byl předsedou strany opět zvolen Bello Bouba Maigari. V roce 2009 obhajoval Bello Bouba Maigari účast UNDP ve vládě s tím, že jim tato možnost poskytla příležitost přímo pracovat ve prospěch země způsobem, který by v opozici nebyl možný.

## Volební výsledky

### Prezidentské volby
| Rok voleb | Stranický kandidát                   | První kolo | První kolo | Výsledek |
| Rok voleb | Stranický kandidát                   | Hlasy      | %          | Výsledek |
| --------- | ------------------------------------ | ---------- | ---------- | -------- |
| 1992      | Bello Bouba Maigari                  | 569 887    | 19,2 %     | nezvolen |
| 1997      | bojkot                               | bojkot     | bojkot     | bojkot   |
| 2004      | strana podporovala Paula Biyu z RDPC | 2 665 359  | 70,92 %    | zvolen   |

### Parlamentní volby
| Rok voleb | Předseda strany     | Hlasy   | %       | Získaná křesla | +/- |
| --------- | ------------------- | ------- | ------- | -------------- | --- |
| 1992      | Bello Bouba Maigari | 770 586 | 35,5 %  | 68/180         | ▲68 |
| 1997      | Bello Bouba Maigari | 392 712 | 13,5 %  | 13/180         | ▼55 |
| 2002      | Bello Bouba Maigari |         |         | 1/180          | ▼12 |
| 2007      | Bello Bouba Maigari | 355 903 | 11,38 % | 6/180          | ▲5  |
| 2013      | Bello Bouba Maigari |         |         | 5/180          | ▼1  |
| 2020      | Bello Bouba Maigari |         |         | 7/180          | ▲2  |